# Obésité induite par l'horloge moléculaire
Pour des articles plus généraux, voir Obésité et Horloge circadienne.

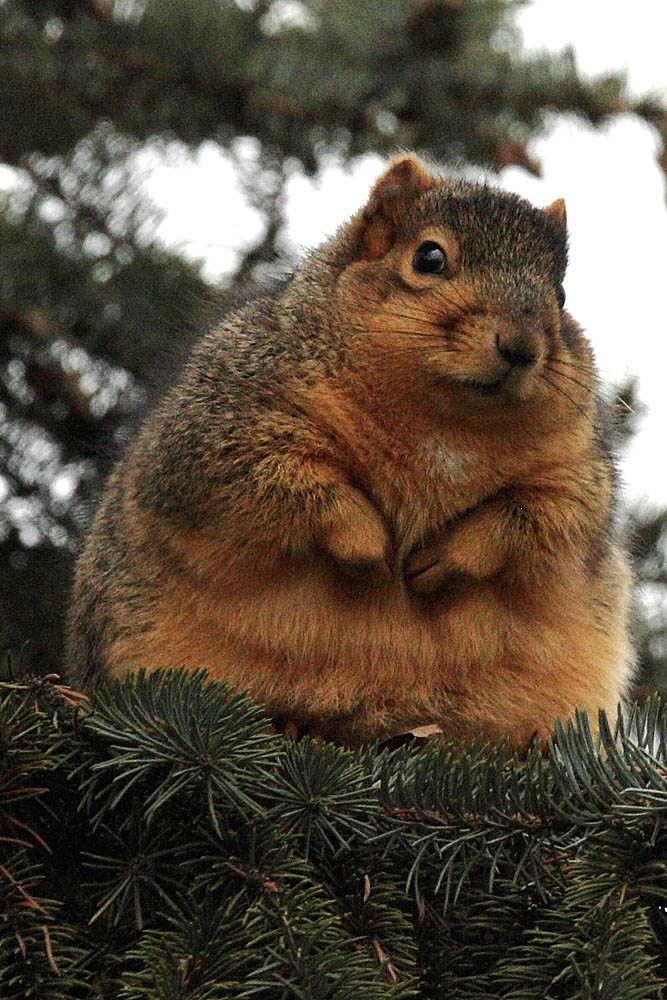
Écureuil souffrant d'obésité

 L’obésité induite par le rythme circadien est, chez les mammifères, un état physiologique ayant pour base les gènes principaux de l’horloge circadienne, soient Bmal1, Clock, CRYs et PERs, ainsi que certains autres gènes tels que PPARα et PPARγ. L’influence de cette horloge permet donc de considérer l’heure de la prise de nourriture, par exemple, comme étant un facteur influant sur le poids santé d’un organisme, d'où son importance dans le domaine de la santé. Les impacts les plus importants de l’horloge circadienne seront d’influencer la quantité d’insuline produite, la quantité de nourriture absorbée par l’animal ainsi que la quantité d'exercice quotidienne qu'il fera. Il s’agit d'ailleurs d’un processus formant un cercle vicieux. En effet, bien que les gènes de l’horloge soient en mesure de réguler la prise de poids, cette dernière elle-même peut avoir pour effet de déréguler le rythme circadien, et ainsi de suite.

## Bases de l'horloge circadienne

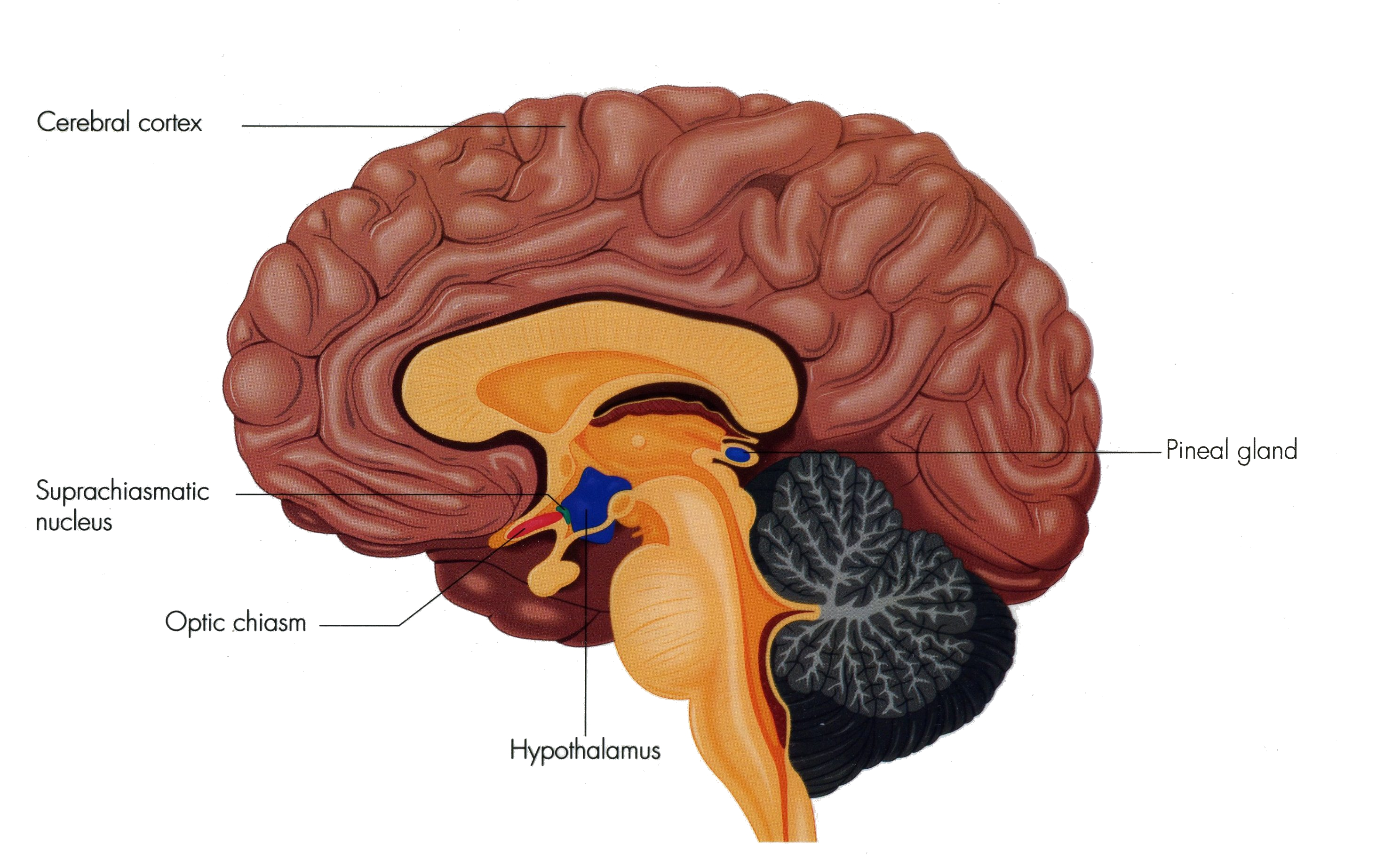
Positionnement du noyau suprachiasmatique dans le cerveau humain

Dans sa forme la plus simple, l'horloge circadienne (à ne pas confondre avec l’horloge moléculaire) des mammifères est synchronisée en grande partie par les cycles de lumière/obscurité dans l’environnement. Cela est possible grâce à la photoréception oculaire, qui relie les signaux perçus par les organes visuels au noyau suprachiasmatique (NSC), situés dans l’hypothalamus. L’horloge circadienne est composée d’un groupe de protéines qui génèrent des oscillations circadiennes autorégulées grâce à des boucles de rétroaction transcriptionnelle/traductionnelle positives et négatives. La portion positive de l’horloge circadienne comprend deux facteurs de transcription, soit CLOCK et BMAL1, alors que PERs et CRYs sont responsables de la portion négative de la rétroaction . Leur expression joue ainsi un rôle essentiel pour la régulation des fonctions physiologiques de la cellule et de l’organisme, particulièrement au niveau du métabolisme et de l’homéostasie de l’énergie . En effet, 3-10% des transcrits de tous les tissus d’un organisme sont sous contrôle circadien .

## Influence de l'horloge circadienne sur l'alimentation

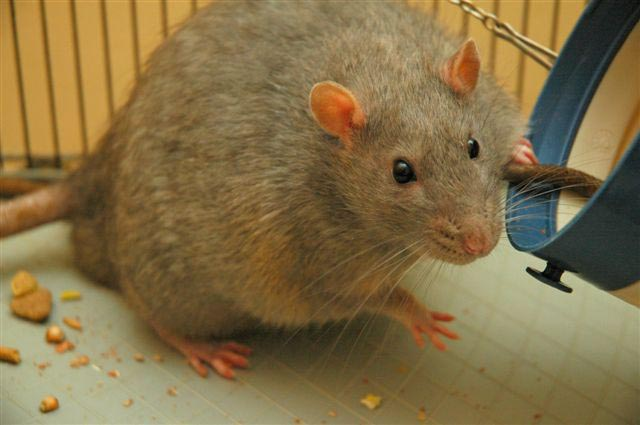
Rat souffrant d'obésité

Une horloge circadienne intacte est ainsi essentielle pour un rendement équilibré et un métabolisme sain. Une altération dans la rythmicité du NSC, induit par exemple en exposant des souris à une lumière constante, provoque une forte réduction du rythme circadien dans le métabolisme énergétique et de la sensibilité à l'insuline, ce qui peut contribuer à l'obésité et au développement du diabète. Des troubles du rythme circadien sont d’ailleurs observés lors du vieillissement et au niveau des maladies neurodégénératives, en plus d’être associés à une incidence accrue d'obésité et de diabète tel que mentionné plus haut. Une étude réalisée en 2013, de Coomans et al., a démontré qu’en soumettant des souris mâles (lignée C57Bl/6J) à une lumière constante sur une base de 24h (LL, pour Light-Light), il est possible d’examiner les effets d'un rythme circadien perturbé sur le métabolisme énergétique et la sensibilité à l'insuline. Des enregistrements électrophysiologiques in vivo dans le stimulateur central du NSC ont révélé une réduction immédiate de l'amplitude du rythme, se stabilisant à 44% des valeurs d'amplitude normales après 4 jours en LL. L'apport alimentaire a augmenté de 26% et la dépense énergétique, pour sa part, a diminué de 13%. Conséquemment, un gain de poids corporel rapide de 5% en deux semaines fut observé. Après 4 semaines en LL, le cycle circadien de l'alimentation et de la dépense énergétique était complètement perdu, malgré des rythmes continus de faible amplitude dans le NCS et dans le comportement, alors que le gain de poids s'était stabilisé. Une abolition complète de la variation circadienne normale de la sensibilité à l'insuline dans la LL fut d’ailleurs remarquée. En conclusion, une réduction de l'amplitude du NSC par la lumière à des valeurs précédemment observées chez les souris âgées, est suffisante pour induire une perte complète des rythmes circadiens dans le métabolisme énergétique et la sensibilité à l'insuline témoignant de l’importance de ce facteur environnemental face à l’horloge circadienne et l’obésité .

## Influence de l'alimentation sur l'horloge circadienne
Comprendre l'impact de macronutriments spécifiques sur l'horloge circadienne permettra de guider vers la composition et le moment de repas qui seront optimaux pour une santé physiologique, ainsi que vers des cibles thérapeutiques potentielles pour réguler l'horloge circadienne. La désynchronisation entre les horloges centrales et périphériques, par exemple en modifiant le moment de la prise alimentaire, peut entraîner le découplage des horloges périphériques du stimulateur central et être liée au développement de troubles métaboliques chez les humains, incluant l'obésité et le diabète de type 2 .
Il est déjà établi qu’une réduction de la sensibilité à l'insuline peut contribuer à l'obésité  et au développement du diabète et plusieurs causes peuvent être à l’origine de ce problème. Premièrement, les cryptochromes (CRYs), qui sont des répresseurs et qui agissent sur Clock-Bmal1, peuvent affecter l'homéostasie du glucose en réprimant directement l'induction, par les récepteurs glucocorticoïdes, des enzymes gluconéogéniques dans le foie, limitant par conséquent l'hyperglycémie induite par les glucocorticoïdes . Deuxièmement, les gènes Bmal1 et Clock jouent aussi un rôle dans la régulation du métabolisme des lipides. L'inactivation de Bmal1 supprime la variation sur 24 heures des concentrations plasmatiques de glucose et de triglycérides et peut entraîner une résistance à l'insuline et une intolérance au glucose . Troisièmement, il a été démontré qu’une délétion spécifique de Bmal1 sur le pancréas a entraîné des taux élevés de glucose tout au long de la journée, ainsi qu’une diminution de la tolérance au glucose et une diminution de la sécrétion d'insuline .
L'Homme peut d’ailleurs être exposé à des signaux environnementaux contradictoires au système circadien comme un cycle de sommeil-éveil modifié, des horaires de repas décalés et des régimes d'éclairage qui peuvent perturber un réseau d'horloge équilibré . Par exemple, les travailleurs postés sont plus à risques de développer des troubles comme l'obésité et le diabète de type 2, ce qui est probablement le résultat d'une désynchronisation interne . L'activité forcée et l'alimentation restreinte durant la phase de repos normale entraîne un découplage entre le NSC et le foie, ainsi que le dérèglement des gènes Bmal1, Per1, Clock et des gènes métaboliques PPARα, qui agissent à titre de régulateurs importants du métabolisme des lipides, dans le foie.
Les régimes riches en graisses ont aussi été montrés pour altérer le fonctionnement de l'horloge circadienne. La perturbation de cette dernière par l'exposition à une lumière constante, ainsi qu'un régime riche en graisses, ont montré des effets à la fois indépendants et additifs sur le gain de poids corporel. Donc, la combinaison d'une perturbation de l'horloge circadienne moléculaire et d'un régime hypercalorique à base de graisses est plus néfaste à l'homéostasie du poids corporel qu’à eux seuls, de façon séparée . Lors d’une étude, des souris nocturnes étant nourries avec un régime riche en graisses pendant leur phase d’inactivité (en phase lumineuse) ont pris un gain de poids significativement plus grand que les souris nocturnes étant nourries d’un régime riche en graisses pendant leur phase active (en phase de noirceur). Chez les humains, selon cette théorie, cela équivaudrait à une prise de poids associée à une ingestion forte de ce type d'aliment en fin de soirée ou durant la nuit .
Il existe donc un cercle vicieux entre l’obésité et le rythme circadien. L’obésité induite par l'alimentation conduit à des rythmes circadiens perturbés par une réduction de l’oscillation des gènes du foie et à leur tour, ces perturbations peuvent conduire à une prévalence pour l'obésité . Les altérations au niveau du génome peuvent reposer sur le manque de recrutement de la chromatine Bmal1/Clock au niveau des promoteurs cibles de ces gènes au niveau du foie. Cela peut aussi être dû à la création de la nouvelle rythmicité d'un grand nombre de gènes dépendants des changements de la présence, du schéma d'oscillation et du recrutement de la chromatine de PPARγ, qui régule l’entreposage des acides gras et le métabolisme du glucose . À titre de solution, l'augmentation de la sensibilité à l'insuline pourrait renforcer le système circadien et améliorer les effets indésirables du syndrome métabolique.

## Importance
L’obésité induite par le rythme circadien est ainsi grandement basée à la fois sur l’alimentation elle-même ainsi que l’heure de la prise de nourriture, qui chacun influence les gènes principaux de l’horloge circadienne, soit Bmal1, Clock, CRYs et PERs. Quelques autres gènes, reliés à d’autres systèmes physiologiques, ont aussi leur impact sur cette problématique, tels que PPARα et PPARγ. L’effet de cercle vicieux retrouvé dans cet aspect de l’horloge circadienne augmente donc la difficulté de perdre du poids, et est ainsi un facteur influent au niveau du domaine de la santé. Ce sujet aura donc une importance élevée au niveau des futures années, et pourra amener une vision nouvelle en ce qui concerne la gestion d’un poids santé chez l’Homme.

## L’horloge circadienne en lien avec le diabète
L’horloge circadienne est présente chez beaucoup d’êtres vivants, tels que les cyanobactéries, les plantes, les animaux et les champignons. C’est un élément essentiel dans la définition d’un du temps perçue par les organismes, et qui peut être affecté par son environnement. La physiologie et le comportement des organismes sensibles à la lumière oscillent sur une période d’environ 24h. Cette horloge circadienne est essentielle pour toutes les fonctions biologiques ainsi que pour les métabolismes et permet de nous renseigner sur beaucoup de processus en résultant.
L'oscillation circadienne des processus biologiques existe dans des organismes variés allant des bactéries aux vertébrés. On peut remarquer que ces organismes possèdent des évidences démontrant un lien entre les syndromes métaboliques, comme le diabète, et l'horloge circadienne.
Le diabète est une maladie qui empêche le corps d’utiliser convenablement le sucre comme source d’énergie. Il va avoir comme effet de jouer sur la synthèse ou l’action de l’insuline. Cette maladie est liée au métabolisme de l’organisme. On distingue plusieurs sortes de diabète. Aujourd’hui, le lien entre l’horloge circadienne et le diabète a été établi avec le diabète de type I et de type II. Le diabète de type 1 est un diabète sucré lié à la disparition des cellules produisant l’insuline. Le diabète de type 2 se caractérise par une moindre sensibilisation à l’insuline.

### Action de l’horloge circadienne sur le pancréas
Grâce à des études récentes, il a été établi l’existence d’une connexion entre le nombre de syndromes métaboliques, comme l’obésité et le diabète, et l’horloge circadienne. De nouveaux éléments ont été apportés pour mieux comprendre comment le système circadien agit sur la fonction du pancréas endocrine, en cherchant à explorer l’impact de l’oscillateur pancréatique sur la fonction des cellules de l’îlot.
Il a été démontré et caractérisé la présence des oscillateurs circadiens autonomes dans les îlots pancréatiques humains. La dissection de la fonction de l’oscillateur pancréatique physiologique ou diabétique pourrait avancer la compréhension du mécanisme liant le système circadien pancréatique, les désordres d’origine métabolique et le diabète de type 2.
L'importance des oscillateurs circadiens présents dans les cellules alpha et beta est évidente, ainsi que leur impact sur le transcriptome et la fonction de l'îlot, et cela met en lumière la relation entre les horloges cellulaires alpha et beta. En disséquant la fonction des oscillateurs pancréatiques murin et humain, nous espérons faire avancer la compréhension de la connexion à l'horloge circadienne. Les perturbations de la programmation temporelle de la physiologie, engendrées par des travaux de rotation, un décalage horaire, ou le vieillissement, ont des effets néfastes sur la santé humaine. Il est donc d'importance majeure d'identifier les bases physiologiques de la rythmicité circadienne.
La sécrétion d’insuline et la glycémie sont finement régulées par les horloges circadiennes. Réciproquement, des patients qui présentent des perturbations de leur horloge biologique vont également présenter des niveaux de glucose et d’insuline déréglés.

### Implication de l’horloge dans le diabète de type I
Dans une étude cherchant à identifier un lien entre le rythme circadien et le diabète de type I, des chercheurs ont identifié un gène qui serait un facteur de transcription lié au rythme circadien et possèdent un lien avec le diabète de type I. Ce facteur de transcription est le gène Arntl2. Parmi ces gènes, les chercheurs dans cette étude ont identifié l’interleukine-21 comme étant responsable de la prolifération des cellules immunitaire lymphocytes T de type CD4+. Ces lymphocytes T ont été en partie responsable de la destruction des cellules β du pancréas dans le diabète. Les chercheurs se sont posé la question de comment les allèles du gène Arntl2 contrôlent l’expression d’Il-21. Par la suite les chercheurs ont étudié la partie immunitaire ou Arntl2 se lie de manière spécifique au site de liaison de l’ARN polymérase du promoteur du lymphocyte T CD4+ Il-21 et va venir inhiber son expression. Dans la conclusion de leurs études, les chercheurs ont pu démontrer que par le manque de fonctionnalité du gène concerné vont conférait une augmentation de la résistance à la mort cellulaire programmée des thymocytes.

### Implication de l’horloge dans le diabète de type II
L’évolution du rythme circadien due au travail nécessitant des horaires de nuit ou tardif créent une réduction du temps de sommeil. Ces perturbations des rythmes biologiques peut causer le développement de maladies métaboliques telle que le diabète de type 2 avec des conséquences cardiovasculaires.
L'hypothalamus est une glande du cerveau utilisent des hormones et le système nerveux autonome pour permettre l’équilibration des flux d'énergie dans le corps. Les neurones de l'hypothalamus ont la capacité de se différencier, y compris l'horloge biologique. Cette horloge a une organisation distincte en fonction du compartiment du corps qu'elle commande. Par la suite il a été prouvé que le tissu adipeux peut provoquer une rétroaction neuronale qui peut atteindre le tronc cérébral. Des chercheurs ont pu proposer que cette organisation spécifique en fonction du compartiment corporel que commande l’horloge circadienne offre une nouvelle perspective neuroanatomique pour le dysfonctionnement des organes impliqué dans le diabète de type 2.
Depuis, des horloges circadiennes ont été retrouvées dans plusieurs tissus périphériques. Des analyses complètes des mécanismes de l’horloge circadienne dans les dépôts adipeux ont été réalisées. Des chercheurs ont obtenu des résultats en corrélation avec l’expression coordonnée des gènes des oscillateurs circadiens  et des gènes en aval de ces oscillateurs contrôlés par l’horloge dans les tissus adipeux murins bruns, inguinaux et épididymaires. Puis ainsi qu’avec l'expression des gènes respectifs dans le foie de la fonction circadienne.  Ces chercheurs ont identifié des gènes partageant des profils d'expression circadienne dans le foie lors de cette étude. De plus, ils ont démontré que l’alimentation restreinte dans le temps peut provoquer un décalage en coordination de l’expression circadienne des gènes important de l’oscillateur et de leurs cibles située en aval dans les tissus adipeux. Les conséquences de la présence des gènes de l’oscillateur circadien dans les tissus adipeux peut avoir des implications métaboliques importantes. Ces implications ont été proposées comme une potentielle solution thérapeutique pour le diabète de type II et son traitement.
Il a été montré que le diabète de type 2 peut être influencé par des facteurs génétiques et environnementaux participent au développement de celui-ci. Des chercheurs menant des études d’association pangénomique ont pu permettre de découvrir de nouveaux variants génétiques pouvant être associés au diabète de type 2. Notamment un gène code un récepteur de la mélatonine. Ce récepteur est un membre de la famille des récepteurs couplés aux protéines G, ces récepteurs impliqués dans la régulation des rythmes circadiens. Les résultats obtenus lors de cette étude ont pu ouvrir de nouvelles façons d’aborder le domaine du diabète de type 2, notamment dans l’étude du rôle de ce récepteur et du lien du rythme circadien dans ce diabète. Ces études ont permis l’élaboration d’hypothèses tentent d’expliquer l’importance du dysfonctionnement du système mélatoninergique pouvant être impliqué dans le développement du diabète de type II.
Une étude de 2014 a cherché à démontrer pour la première fois dans des myotubes humains, la présence d’oscillateurs circadiens autonomes. Ces oscillateurs ont un impact sur l’expression génique et la sécrétion de cytokines, et plus précisément de myokines synthétisées par les myocites. Cette étude a aussi montré la sensitivité à l’insuline de ces cellules. Les chercheurs ont exploré la fonction complète de ces oscillateurs dans le muscle squelettique. Ces observations ont été réalisées en situation physiologique ou diabétique afin de permettre une meilleure compréhension de ces mécanismes et notamment ceux reliant le système circadien pancréatique, les désordres métaboliques des tissus périphériques et le diabète de type 2 afin de permettre de mieux cerner cette maladie.